# B. B. Comer
Braxton Bragg Comer (Barbour megye, 1848. november 7. – Birmingham, 1927. augusztus 15.) az Amerikai Egyesült Államok szenátora (Alabama, 1920).